# Großer Preis von Großbritannien 1974
Der Große Preis von Großbritannien 1974 (offiziell John Player Grand Prix) fand am 20. Juli auf dem Brands Hatch Circuit in Fawkham statt und war das zehnte Rennen der Automobil-Weltmeisterschaft 1974.

## Berichte

### Hintergrund
Das mit 34 Fahrzeugen größte Teilnehmerfeld der Saison reiste zum britischen Grand Prix an, obwohl nur 25 Fahrzeuge für das Rennen zugelassen werden sollten.
Rikky von Opel hatte seine Grand-Prix-Karriere aufgrund anhaltender Erfolglosigkeit freiwillig beendet. Somit stand im Brabham-Werksteam ein freies Cockpit zur Verfügung, das daraufhin für den Rest der Saison von Carlos Pace eingenommen wurde, der nach seiner Kündigung bei Surtees und einer Übergangslösung im Privatteam John Goldie Racing ohnehin auf der Suche nach einem neuen Vertrag war. Der zweite Kunden-Brabham des Goldie-Teams wurde daraufhin unter abgewandeltem Teamnamen und mit der außergewöhnlichen Startnummer 208 an die Italienerin Lella Lombardi vergeben, der zweiten Frau nach Maria Teresa de Filippis in der Saison 1958, die für einen Grand Prix gemeldet war.

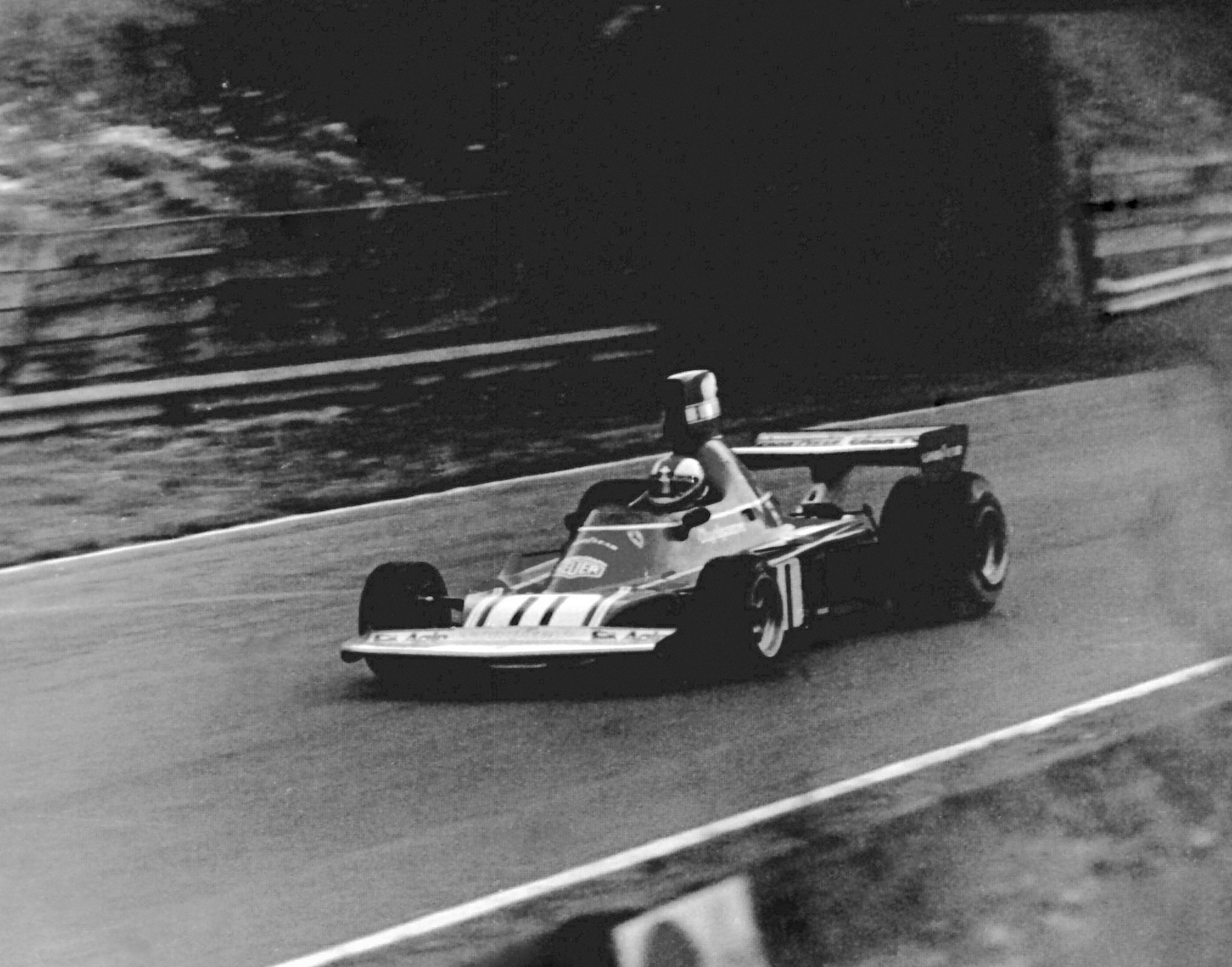
Clay Regazzoni im Ferrari 312B3

John Surtees besetzte den zweiten Wagen seines Teams neben Stammfahrer Jochen Mass mit Derek Bell anstelle von José Dolhem. Der Paydriver Tom Belsø erhielt eine weitere Chance im zweiten Fahrzeug von Frank Williams neben Stammpilot Arturo Merzario.
Howden Ganley kehrte als Fahrer des neuen japanischen Maki-Teams in die Formel 1 zurück. Ebenfalls ein Comeback hatte Peter Gethin, der von Graham Hill als möglicher Ersatzfahrer für den verletzten Stammpiloten Guy Edwards vorgesehen wurde. Als Edwards während des Trainings merkte, dass ihn seine Verletzung zu sehr am Fahren hinderte, kam Gethin schließlich zum Einsatz. Mit David Purley am Steuer des Token gab es sogar noch einen dritten Rückkehrer an diesem Wochenende.
Erstmals am Start war ein Fahrzeug des Typs Lyncar 006, das von John Nicholson, einem Formel-1-Neuling, pilotiert wurde. Ein weiterer Debütand war Mike Wilds, der mit dem privaten March antrat, der im Vorjahr als Kundenfahrzeug des Hesketh-Teams von James Hunt pilotiert worden war.

### Training
Niki Lauda erreichte im Training seine dritte Pole-Position in Folge, wie schon beim Großen Preis von Frankreich zwei Wochen zuvor an der Seite von Ronnie Peterson, der diesmal die Bestzeit des Österreichers einstellte. Die zweite Reihe setzte sich aus dem Tyrrell von Jody Scheckter und Carlos Reutemanns Brabham zusammen. Die dritte Reihe teilten sich Tom Pryce und Hunt, die bei den beiden zurückliegenden GPs jeweils kurz nach dem Start miteinander kollidiert waren. In Reihe vier folgten die Weltmeisterschaftsanwärter Emerson Fittipaldi und Clay Regazzoni. Somit befanden sich sechs unterschiedliche Fahrzeuge auf den ersten sechs Startplätzen.

### Rennen

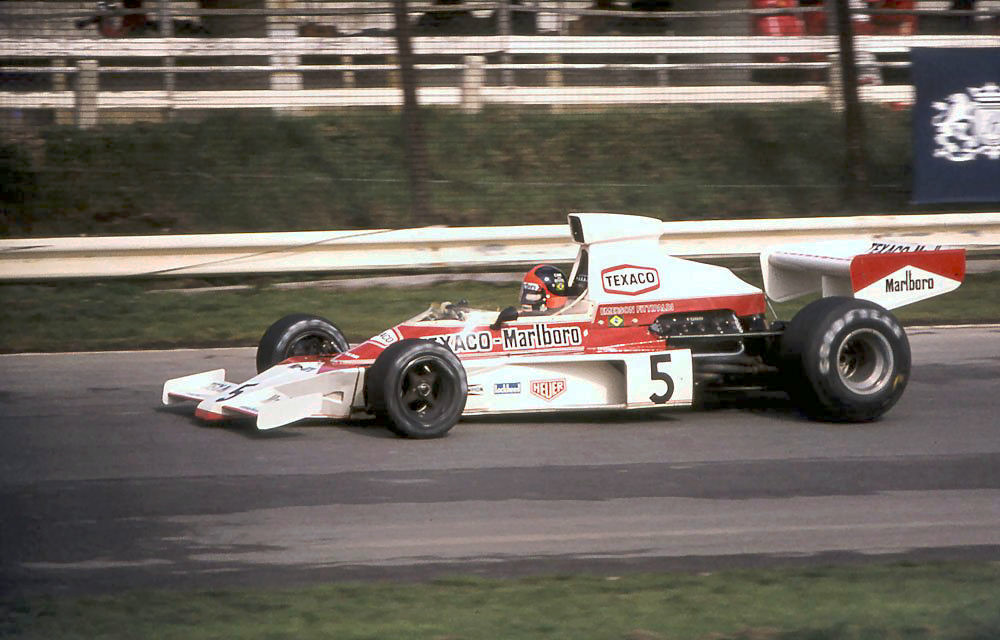
Emerson Fittipaldi im McLaren M23 während des Rennens....

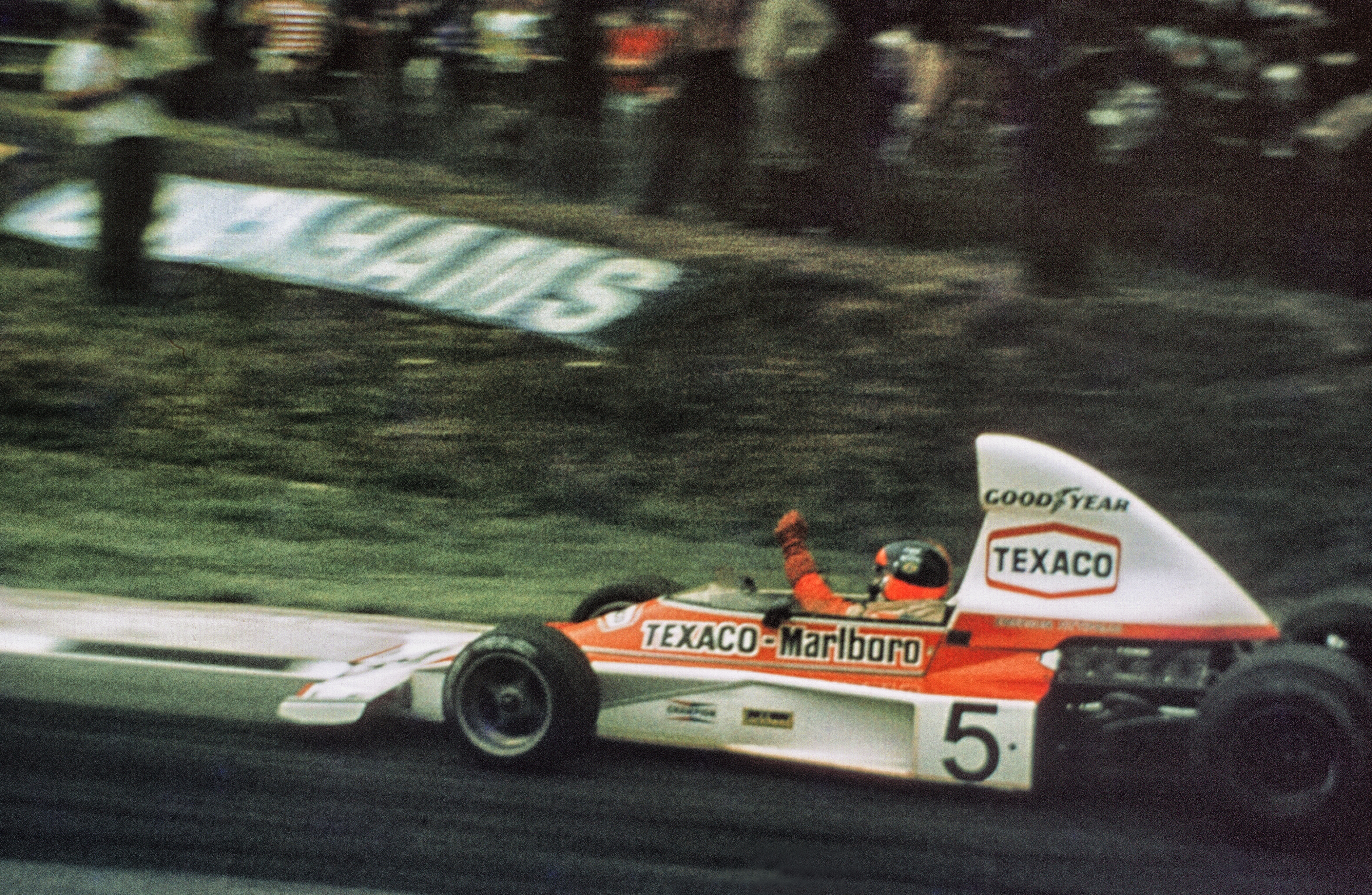
....und nach der Zieldurchfahrt

Während Lauda von der Pole-Position aus in Führung ging, fanden Scheckter und Regazzoni den Weg vorbei an Peterson. Es folgten Reutemann, Fittipaldi, Pryce und Hans-Joachim Stuck. Hunt schied nach einem schlechten Start in der dritten Runde wegen eines Aufhängungsschadens und eines daraus resultierenden Drehers aus.
Bis ungefähr zur Hälfte des Rennens blieb die Reihenfolge an der Spitze konstant. Dann drehte sich Reutemann. Kurze Zeit später mussten Peterson und Regazzoni aufgrund von Reifenschäden, die sie sich beim Überfahren von Trümmerteilen nach einem Unfall von Stuck zugezogen hatten, die Box ansteuern. Dadurch lagen Lauda und Scheckter souverän in Führung, während Fittipaldi mit bereits beträchtlichem Rückstand auf dem dritten Rang fuhr.
Daran änderte sich nichts, bis Lauda kurz vor dem Ende des Rennens wegen eines Reifenschadens langsamer wurde. Er steuerte die Box an und wurde von Scheckter überholt. Nach seinem Reifenwechsel verhinderten die Offiziellen, dass Lauda noch einmal auf die Strecke fahren durfte, da sie das Rennen bereits als beendet ansahen. Tatsächlich war jedoch die letzte Rennrunde noch im Gange. Er wurde daraufhin als Neunter gewertet. Aufgrund eines Protests seitens der Scuderia Ferrari wurde ihm nachträglich der fünfte Platz zugesprochen.
Durch Fittipaldis zweiten Platz übernahm McLaren wieder die Führung in der Konstrukteurs-Weltmeisterschaft.

## Meldeliste
| Team                               | Nr. | Fahrer               | Chassis           | Motor                    | Reifen |
| ---------------------------------- | --- | -------------------- | ----------------- | ------------------------ | ------ |
| John Player Team Lotus             | 01  | Ronnie Peterson      | Lotus 72E         | Ford Cosworth DFV 3.0 V8 | G      |
| John Player Team Lotus             | 02  | Jacky Ickx           | Lotus 72E         | Ford Cosworth DFV 3.0 V8 | G      |
| Elf Team Tyrrell                   | 03  | Jody Scheckter       | Tyrrell 007       | Ford Cosworth DFV 3.0 V8 | G      |
| Elf Team Tyrrell                   | 04  | Patrick Depailler    | Tyrrell 007       | Ford Cosworth DFV 3.0 V8 | G      |
| Marlboro Team Texaco               | 05  | Emerson Fittipaldi   | McLaren M23       | Ford Cosworth DFV 3.0 V8 | G      |
| Marlboro Team Texaco               | 06  | Denis Hulme          | McLaren M23       | Ford Cosworth DFV 3.0 V8 | G      |
| Yardley Team McLaren               | 33  | Mike Hailwood        | McLaren M23       | Ford Cosworth DFV 3.0 V8 | G      |
| Motor Racing Developments          | 07  | Carlos Reutemann     | Brabham BT44      | Ford Cosworth DFV 3.0 V8 | G      |
| Motor Racing Developments          | 08  | Carlos Pace          | Brabham BT44      | Ford Cosworth DFV 3.0 V8 | G      |
| March Engineering                  | 09  | Hans-Joachim Stuck   | March 741         | Ford Cosworth DFV 3.0 V8 | G      |
| March Engineering                  | 10  | Vittorio Brambilla   | March 741         | Ford Cosworth DFV 3.0 V8 | G      |
| Scuderia Ferrari SpA SEFAC         | 11  | Clay Regazzoni       | Ferrari 312B3     | Ferrari 001/11 3.0 F12   | G      |
| Scuderia Ferrari SpA SEFAC         | 12  | Niki Lauda           | Ferrari 312B3     | Ferrari 001/11 3.0 F12   | G      |
| Team Motul B.R.M.                  | 14  | Jean-Pierre Beltoise | BRM P201          | BRM P200 3.0 V12         | F      |
| Team Motul B.R.M.                  | 15  | Henri Pescarolo      | BRM P201          | BRM P200 3.0 V12         | F      |
| Team Motul B.R.M.                  | 37  | François Migault     | BRM P160E         | BRM P142 3.0 V12         | F      |
| UOP Shadow Racing Team             | 16  | Tom Pryce            | Shadow DN3        | Ford Cosworth DFV 3.0 V8 | G      |
| UOP Shadow Racing Team             | 17  | Jean-Pierre Jarier   | Shadow DN3        | Ford Cosworth DFV 3.0 V8 | G      |
| Bang & Olufsen Team Surtees        | 18  | Derek Bell           | Surtees TS16      | Ford Cosworth DFV 3.0 V8 | F      |
| Bang & Olufsen Team Surtees        | 19  | Jochen Mass          | Surtees TS16      | Ford Cosworth DFV 3.0 V8 | F      |
| Frank Williams Racing Cars         | 20  | Arturo Merzario      | Iso-Marlboro FW03 | Ford Cosworth DFV 3.0 V8 | F      |
| Frank Williams Racing Cars         | 21  | Tom Belsø            | Iso-Marlboro FW02 | Ford Cosworth DFV 3.0 V8 | F      |
| Team Ensign                        | 22  | Vern Schuppan        | Ensign N174       | Ford Cosworth DFV 3.0 V8 | F      |
| Trojan Tauranac Racing             | 23  | Tim Schenken         | Trojan T103       | Ford Cosworth DFV 3.0 V8 | F      |
| Hesketh Racing                     | 24  | James Hunt           | Hesketh 308       | Ford Cosworth DFV 3.0 V8 | G      |
| Maki Engineering                   | 25  | Howden Ganley        | Maki F101         | Ford Cosworth DFV 3.0 V8 | F      |
| Embassy Racing with Graham Hill    | 26  | Graham Hill          | Lola T370         | Ford Cosworth DFV 3.0 V8 | F      |
| Embassy Racing with Graham Hill    | 27  | Guy Edwards          | Lola T370         | Ford Cosworth DFV 3.0 V8 | F      |
| Embassy Racing with Graham Hill    | 27  | Peter Gethin         | Lola T370         | Ford Cosworth DFV 3.0 V8 | F      |
| John Goldie Racing with Hexagon    | 28  | John Watson          | Brabham BT42      | Ford Cosworth DFV 3.0 V8 | F      |
| Pinch Plant Ltd.                   | 29  | John Nicholson       | Lyncar 006        | Ford Cosworth DFV 3.0 V8 | G      |
| Dempster International Racing Team | 35  | Mike Wilds           | March 731         | Ford Cosworth DFV 3.0 V8 | F      |
| Token Racing                       | 42  | David Purley         | Token RJ02        | Ford Cosworth DFV 3.0 V8 | F      |
| AAW Racing Team                    | 43  | Leo Kinnunen         | Surtees TS16      | Ford Cosworth DFV 3.0 V8 | F      |
| Allied Polymer Group               | 208 | Lella Lombardi       | Brabham BT42      | Ford Cosworth DFV 3.0 V8 | G      |

Anmerkungen
1. 1 2  Gethin übernahm den Lola mit der Startnummer 27 während des Trainings von Edwards.

## Klassifikationen

### Startaufstellung
| Pos. | Fahrer               | Konstrukteur | Zeit   | Ø-Geschwindigkeit | Start |
| ---- | -------------------- | ------------ | ------ | ----------------- | ----- |
| 01   | Niki Lauda           | Ferrari      | 1:19,7 | 192,647 km/h      | 01    |
| 02   | Ronnie Peterson      | Lotus-Ford   | 1:19,7 | 192,647 km/h      | 02    |
| 03   | Jody Scheckter       | Tyrrell-Ford | 1:20,1 | 191,685 km/h      | 03    |
| 04   | Carlos Reutemann     | Brabham-Ford | 1:20,2 | 191,446 km/h      | 04    |
| 05   | Tom Pryce            | Shadow-Ford  | 1:20,3 | 191,208 km/h      | 05    |
| 06   | James Hunt           | Hesketh-Ford | 1:20,3 | 191,208 km/h      | 06    |
| 07   | Clay Regazzoni       | Ferrari      | 1:20,3 | 191,208 km/h      | 07    |
| 08   | Emerson Fittipaldi   | McLaren-Ford | 1:20,5 | 190,733 km/h      | 08    |
| 09   | Hans-Joachim Stuck   | March-Ford   | 1:20,7 | 190,260 km/h      | 09    |
| 10   | Patrick Depailler    | Tyrrell-Ford | 1:20,8 | 190,025 km/h      | 10    |
| 11   | Mike Hailwood        | McLaren-Ford | 1:21,2 | 189,089 km/h      | 11    |
| 12   | Jacky Ickx           | Lotus-Ford   | 1:21,2 | 189,089 km/h      | 12    |
| 13   | John Watson          | Brabham-Ford | 1:21,3 | 188,856 km/h      | 13    |
| 14   | François Migault     | B.R.M.       | 1:21,4 | 188,624 km/h      | 14    |
| 15   | Arturo Merzario      | Iso-Ford     | 1:21,6 | 188,162 km/h      | 15    |
| 16   | Jean-Pierre Jarier   | Shadow-Ford  | 1:21,6 | 188,162 km/h      | 16    |
| 17   | Jochen Mass          | Surtees-Ford | 1:21,6 | 188,162 km/h      | 17    |
| 18   | Vittorio Brambilla   | March-Ford   | 1:21,6 | 188,162 km/h      | 18    |
| 19   | Denis Hulme          | McLaren-Ford | 1:21,7 | 187,931 km/h      | 19    |
| 20   | Carlos Pace          | Brabham-Ford | 1:21,7 | 187,931 km/h      | 20    |
| 21   | Peter Gethin         | Lola-Ford    | 1:21,7 | 187,931 km/h      | 21    |
| 22   | Graham Hill          | Lola-Ford    | 1:21,9 | 187,473 km/h      | 22    |
| 23   | Jean-Pierre Beltoise | B.R.M.       | 1:22,1 | 187,016 km/h      | 23    |
| 24   | Henri Pescarolo      | B.R.M.       | 1:22,2 | 186,788 km/h      | 24    |
| 25   | Tim Schenken         | Trojan-Ford  | 1:22,4 | 186,335 km/h      | 25    |
| DNQ  | David Purley         | Token-Ford   | 1:22,7 | 185,659 km/h      | –     |
| DNQ  | Derek Bell           | Surtees-Ford | 1:22,7 | 185,659 km/h      | –     |
| DNQ  | Tom Belsø            | Iso-Ford     | 1:23,3 | 184,322 km/h      | –     |
| DNQ  | Lella Lombardi       | Brabham-Ford | 1:23,3 | 184,322 km/h      | –     |
| DNQ  | Vern Schuppan        | Ensign-Ford  | 1:23,4 | 184,101 km/h      | –     |
| DNQ  | John Nicholson       | Lyncar-Ford  | 1:23,6 | 183,660 km/h      | –     |
| DNQ  | Howden Ganley        | Maki-Ford    | 1:23,7 | 183,441 km/h      | –     |
| DNQ  | Mike Wilds           | March-Ford   | 1:24,1 | 182,568 km/h      | –     |
| DNQ  | Leo Kinnunen         | Surtees-Ford | 1:25,6 | 179,369 km/h      | –     |
| DNQ  | Guy Edwards          | Lola-Ford    | 1:34,9 | 161,791 km/h      | –     |

### Rennen
| Pos. | Fahrer               | Konstrukteur | Runden | Stopps | Zeit       | Start | Schnellste Runde |
| ---- | -------------------- | ------------ | ------ | ------ | ---------- | ----- | ---------------- |
| 01   | Jody Scheckter       | Tyrrell-Ford | 75     | 0      | 1:43:02,2  | 03    | 1:21,3           |
| 02   | Emerson Fittipaldi   | McLaren-Ford | 75     | 0      | + 15,3     | 08    | 1:21,5           |
| 03   | Jacky Ickx           | Lotus-Ford   | 75     | 0      | + 1:01,5   | 12    | 1:21,9           |
| 04   | Clay Regazzoni       | Ferrari      | 75     | 1      | + 1:07,2   | 07    | 1:21,5           |
| 05   | Niki Lauda           | Ferrari      | 74     | 1      | + 1 Runde  | 01    | 1:21,1 (25.)     |
| 06   | Carlos Reutemann     | Brabham-Ford | 74     | 0      | + 1 Runde  | 04    | 1:21,7           |
| 07   | Denis Hulme          | McLaren-Ford | 74     | 0      | + 1 Runde  | 19    | 1:22,4           |
| 08   | Tom Pryce            | Shadow-Ford  | 74     | 0      | + 1 Runde  | 05    | 1:21,7           |
| 09   | Carlos Pace          | Brabham-Ford | 74     | 0      | + 1 Runde  | 20    | 1:22,5           |
| 10   | Ronnie Peterson      | Lotus-Ford   | 73     | 1      | + 2 Runden | 02    | 1:21,2           |
| 11   | John Watson          | Brabham-Ford | 73     | 0      | + 2 Runden | 13    | 1:22,9           |
| 12   | Jean-Pierre Beltoise | B.R.M.       | 72     | 0      | + 3 Runden | 23    | 1:23,2           |
| 13   | Graham Hill          | Lola-Ford    | 69     | 0      | + 6 Runden | 22    | 1:24,1           |
| 14   | Jochen Mass          | Surtees-Ford | 68     | 0      | + 7 Runden | 17    | 1:24,1           |
| –    | Henri Pescarolo      | B.R.M.       | 64     | 0      | DNF        | 24    | 1:23,3           |
| –    | François Migault     | B.R.M.       | 62     | 0      | NC         | 14    | 1:23,7           |
| –    | Mike Hailwood        | McLaren-Ford | 57     | 0      | DNF        | 11    | 1:21,8           |
| –    | Jean-Pierre Jarier   | Shadow-Ford  | 45     | 0      | DNF        | 16    | 1:22,9           |
| –    | Hans-Joachim Stuck   | March-Ford   | 36     | 0      | DNF        | 09    | 1:22,4           |
| –    | Patrick Depailler    | Tyrrell-Ford | 35     | 0      | DNF        | 10    | 1:21,6           |
| –    | Arturo Merzario      | Iso-Ford     | 25     | 0      | DNF        | 15    | 1:22,9           |
| –    | Vittorio Brambilla   | March-Ford   | 17     | 0      | DNF        | 18    | 1:23,0           |
| –    | Tim Schenken         | Trojan-Ford  | 6      | 0      | DNF        | 25    | 1:25,5           |
| –    | James Hunt           | Hesketh-Ford | 2      | 0      | DNF        | 06    | 1:25,5           |
| –    | Peter Gethin         | Lola-Ford    | 0      | 0      | DNF        | 21    | –                |

## WM-Stände nach dem Rennen
Die ersten sechs des Rennens bekamen 9, 6, 4, 3, 2 bzw. 1 Punkt(e). In der Konstrukteurswertung zählten nur die Punkte des bestplatzierten Fahrers eines Teams. Es zählten nur die besten sieben Ergebnisse aus den ersten acht Rennen und die besten sechs aus den letzten sieben Rennen. Streichresultate sind in Klammern gesetzt.

### Fahrerwertung
| Pos. | Fahrer               | Konstrukteur                | Punkte |
| ---- | -------------------- | --------------------------- | ------ |
| 01   | Niki Lauda           | Ferrari                     | 38     |
| 02   | Emerson Fittipaldi   | McLaren-Ford                | 37     |
| 03   | Jody Scheckter       | Tyrrell-Ford                | 35     |
| 04   | Clay Regazzoni       | Ferrari                     | 35     |
| 05   | Ronnie Peterson      | Lotus-Ford                  | 19     |
| 06   | Mike Hailwood        | McLaren-Ford                | 12     |
| 07   | Denis Hulme          | McLaren-Ford                | 12     |
| 08   | Patrick Depailler    | Tyrrell-Ford                | 11     |
| 09   | Carlos Reutemann     | Brabham-Ford                | 10     |
| 10   | Jean-Pierre Beltoise | B.R.M.                      | 10     |
| 11   | Jacky Ickx           | Lotus-Ford                  | 10     |
| 12   | Jean-Pierre Jarier   | Shadow-Ford                 | 6      |
| 13   | Hans-Joachim Stuck   | March-Ford                  | 5      |
| 14   | James Hunt           | March-Ford / Hesketh-Ford   | 4      |
| 15   | Carlos Pace          | Surtees-Ford / Brabham-Ford | 3      |
| 16   | Arturo Merzario      | Iso-Ford                    | 1      |
| 17   | John Watson          | Brabham-Ford                | 1      |
| 18   | Graham Hill          | Lola-Ford                   | 1      |
| 19   | Brian Redman         | Shadow-Ford                 | 0      |
| 20   | Howden Ganley        | March-Ford                  | 0      |
| 21   | Guy Edwards          | Lola-Ford                   | 0      |
| 22   | Tom Belsø            | Iso-Ford                    | 0      |

| Pos. | Fahrer             | Konstrukteur             | Punkte |
| ---- | ------------------ | ------------------------ | ------ |
| 23   | Henri Pescarolo    | B.R.M.                   | 0      |
| 24   | Tom Pryce          | Token-Ford / Shadow-Ford | 0      |
| 25   | Vittorio Brambilla | March-Ford               | 0      |
| 26   | Rikky von Opel     | Brabham-Ford             | 0      |
| 27   | Tim Schenken       | Trojan-Ford              | 0      |
| 28   | Ian Scheckter      | Lotus-Ford               | 0      |
| 29   | Jochen Mass        | Surtees-Ford             | 0      |
| 30   | Eddie Keizan       | Tyrrell-Ford             | 0      |
| 31   | Gijs van Lennep    | Iso-Ford                 | 0      |
| 32   | Richard Robarts    | Brabham-Ford             | 0      |
| 33   | François Migault   | B.R.M.                   | 0      |
| 34   | Vern Schuppan      | Ensign-Ford              | 0      |
| 35   | Teddy Pilette      | Brabham-Ford             | 0      |
| 36   | Dave Charlton      | McLaren-Ford             | 0      |
| 37   | Peter Revson †     | Shadow-Ford              | 0      |
| 38   | Paddy Driver       | Lotus-Ford               | 0      |
| –    | Chris Amon         | Amon-Ford                | 0      |
| –    | Gérard Larrousse   | Brabham-Ford             | 0      |
| –    | Reine Wisell       | March-Ford               | 0      |
| –    | Leo Kinnunen       | Surtees-Ford             | 0      |
| –    | Bertil Roos        | Shadow-Ford              | 0      |
| –    | Peter Gethin       | Lola-Ford                | 0      |

### Konstrukteurswertung
| Pos. | Konstrukteur | Punkte  |
| ---- | ------------ | ------- |
| 01   | McLaren-Ford | 49 (51) |
| 02   | Ferrari      | 48      |
| 03   | Tyrrell-Ford | 39      |
| 04   | Lotus-Ford   | 26      |
| 05   | Brabham-Ford | 11      |
| 06   | B.R.M.       | 10      |
| 07   | Shadow-Ford  | 6       |
| 08   | March-Ford   | 5       |

| Pos. | Konstrukteur | Punkte |
| ---- | ------------ | ------ |
| 09   | Hesketh-Ford | 4      |
| 10   | Surtees-Ford | 3      |
| 11   | Iso-Ford     | 1      |
| 12   | Lola-Ford    | 1      |
| 13   | Trojan-Ford  | 0      |
| 14   | Ensign-Ford  | 0      |
| –    | Amon-Ford    | 0      |
| –    | Token-Ford   | 0      |